# فضيل (ذي السفال)

تعديل مصدري - تعديل

فضيل محلة تابعة لقرية الصال، التابعة لعزلة الوحص بمديرية ذي السفال إحدى مديريات محافظة إب في الجمهورية اليمنية، بلغ تعداد سكانها 29 حسب تعداد اليمن لعام 2004.